# Gewone doodgraver
De gewone doodgraver (Nicrophorus vespilloides) is een keversoort uit de familie aaskevers (Silphidae).

## Uiterlijke kenmerken
De gewone doodgraver is twaalf tot zestien millimeter groot en daarmee een van de kleinste soorten van het geslacht doodgravers (Nicrophorus). Hij is van andere doodgravers te onderscheiden door de geheel zwarte antennes en de vorm van de achterste oranje vlekken op de dekschilden. Deze lopen niet door tot aan het midden.

## Verspreiding en leefwijze
De gewone doodgraver komt verspreid voor in het noorden van Eurazië, in Alaska, Canada en het noordwesten van de Verenigde Staten. In Noord-Amerika komt de kever uitsluitend in moerassen en andere drassige bosgebieden voor. In Europa leeft hij voornamelijk in droge naaldbossen.
De gewone doodgraver jaagt voornamelijk op maden van vliegen die zich op kadavers ontwikkelen. De kever is vaak bedekt met liftende mijten, die op zoek zijn naar kadavers om zich voort te planten. Soms is er sprake van mutualisme. De mijtlarven consumeren op de kadavers vliegeneieren en maden; potentiële voedselconcurrenten van de keverlarven.